# ويليام قالبرايث (لاعب جمباز فني)
ويليام قالبرايث (بالإنجليزية: William Galbraith)‏ هو لاعب جمباز فني أمريكي، ولد في 15 سبتمبر 1906 في نوكسفيل في الولايات المتحدة، وتوفي في 9 أغسطس 1994 في ويليامزبرغ في الولايات المتحدة.

## وصلات خارجية
- ويليام قالبرايث على موقع اللجنة الأولمبية الدولية (الإنجليزية)
- ويليام قالبرايث على موقع أوليمبيديا (الإنجليزية)